# ماسيميليانو موري
ماسيميليانو موري (بالإيطالية: Massimiliano Mori)‏ ولد بتاريخ 8 يناير 1974 في صقلية، إيطاليا، هو دراج إيطالي سابق في صنف سباق الدراجات على الطريق.

## وصلات خارجية
- الموقع%20الرسمي

## روابط خارجية
- ماسيميليانو موري على موقع الاتحاد الدولي للدراجات (الإنجليزية)
- ماسيميليانو موري على موقع أرشيف الدراجات (الإنجليزية)
- ماسيميليانو موري على موقع إحصائيات الدراجات الإحترافية (الإنجليزية)
- ماسيميليانو موري على موقع نسبة الدراجات (الإنجليزية)
- ماسيميليانو موري على موقع CycleBase (الإنجليزية)